# Calceolaria spathulata
Calceolaria spathulata är en toffelblomsväxtart som beskrevs av Johanna A. Witasek. Calceolaria spathulata ingår i släktet toffelblommor, och familjen toffelblomsväxter. Inga underarter finns listade i Catalogue of Life.